# 林祐元門入
林祐元門入（はやし ゆうげんもんにゅう、生年不詳 - 1798年5月8日（寛政10年3月23日））は、江戸時代の囲碁棋士で、家元林家の八世林門入。七段上手。
本因坊道知門下の井田知碩（道祐）の長子。1757年（宝暦7年）に林家七世林転入門入が没し、跡式相続して八世林門入となった。翌年御城碁に初出仕。1766年（明和3年）に本因坊察元の名人就位願いの添願人となっている。1790年（寛政2年）に退隠して、実子の林門悦に家督を譲る。1798年死去、法名は門榮玄入居士。
御城碁は31局を勤め、八段の本因坊察元に先二先先番ジゴがある他、安井仙哲、仙角、井上春達因碩、本因坊烈元らとは互角の戦績を残している。

## 御城碁戦績
- 1758年(宝暦8年) 二子5目勝 井上春碩因碩
- 1759年(宝暦9年) 先番ジゴ 本因坊察元
- 1760年(宝暦10年) 白番4目負 安井仙哲
- 1761年(宝暦11年) 先番2目勝 安井仙角
- 1762年(宝暦12年) 白番3目負 井上春達
- 1763年(宝暦13年) 先番ジゴ 井上春碩因碩
- 同年 先番12目勝 安井仙角
- 1764年(明和元年) 先番4目勝 安井仙哲
- 1765年(明和2年) 白番3目負 安井仙角
- 1766年(明和3年) 先番10目勝 安井仙角
- 1767年(明和4年) 二子4目勝 本因坊察元
- 1768年(明和5年) 先番12目勝 安井仙哲
- 同年 向五子中押負 津軽良策
- 1770年(明和7年) 白番4目負 本因坊烈元
- 同年 白番4目負 井上春達
- 1771年(明和8年) 先番10目勝 安井仙哲
- 1772年(安永元年) 先番5目勝 井上春達因碩
- 1773年(安永2年) 白番ジゴ 安井仙哲
- 1775年(安永4年) 白番1目勝 坂口仙徳
- 1776年(安永5年) 白番中押負 井上春達因碩
- 1778年(安永7年) 白番5目負 坂口仙徳
- 同年 先番中押勝 安井仙哲
- 1779年(安永8年) 先番12目勝 井上春達因碩
- 1780年(安永9年)  向二子中押負 安井仙知
- 同年 先番3目勝 本因坊烈元
- 1781年(天明元年) 白番中押負 井上因達
- 1782年(天明2年) 白番中押負 井上春達因碩
- 同年 先番4目負 本因坊察元
- 1785年(天明5年) 白番ジゴ 河野元虎
- 同年 白番3目負 本因坊烈元
- 1787年(天明7年) 先番2目勝 本因坊烈元